# Vasugupta
Vasugupta (siglo IX) es un maestro hindú, el autor de los Shiva Sutras, un texto fundamental de la tradición Advaita del Shivaísmo de Cachemira.

## Biografía
Conocemos poco sobre la vida de Vasugupta aparte de que fue un maestro hindú de Cachemira de la primera mitad del siglo IX. Probablemente nació a finales del siglo VIII. Esta datación está basada en menciones a sus obras y en los datos biográficos redactados por algunos de sus alumnos, en particular por Kallaṭa y Somananda. Vasugupta fue también probablemente contemporáneo y conocedor de las ideas de Adi Shankara y adepto a algunas de las especulaciones budistas de su época.
El autor pertenece a la tradición shivaísta, propia de la región de Cachemira. Fue allí donde un siddha, o el mismo Shiva según la tradición, le dictó en sueños su obra principal, los Shiva Sutras. Algunas versiones también explican que Shiva también le indicó que debía ir a la montaña de Mahadeva, cerca de donde vivía. Allí habría encontrado los sutras grabados en una roca que se ha convertido en un lugar de peregrinación hasta la actualidad.
Gracias a los Shiva Sutras, Vasugupta está considerado como uno de los fundadores del Shivaísmo de Cachemira, ya que esta obra está considerada como la primera de una serie de textos compuestos en Cachemira por monistas shivaístas, entre los siglos IX y XIII.